# Nobuyuki Shiina
Nobuyuki Shiina (født 15. oktober 1991) er en japansk fodboldspiller, som spiller for den japanske fodboldklub Kataller Toyama.